# Terminal de contenidors

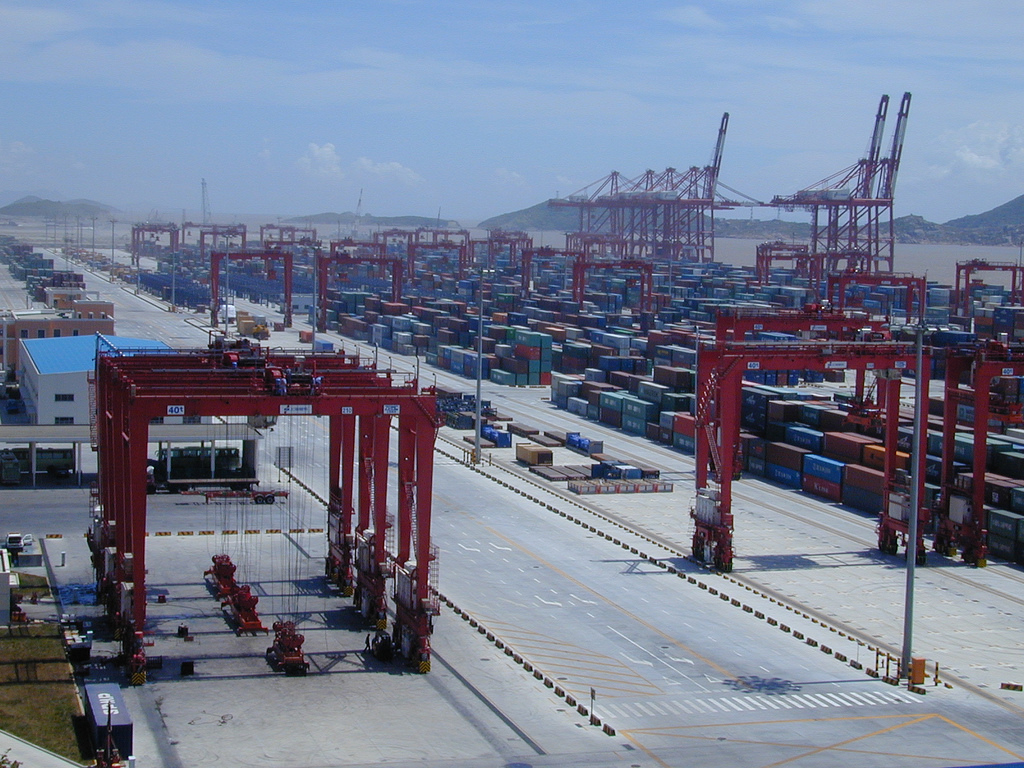
El port de Shangai és la terminal de contenidors marítims més concorreguda del món

Una terminal de contenidors és una instal·lació on els contenidors de càrrega es transborden entre diferents vehicles per al seu transport posterior. El transbordament pot ser entre vaixells portacontenidors i vehicles terrestres, per exemple trens o camions.

## Història
El novembre de 1932, l'empresa Pennsylvania Railroad va obrir la primera terminal de contenidors interior del món a Enola (Pennsilvània).
Port Newark-Elizabeth a la badia de Newark és considerada la primera terminal de contenidors marítims del món. El 26 d'abril de 1956, el vaixell Ideal X va ser equipat per a un experiment per utilitzar contenidors de càrrega estandarditzats que es van apilar i després es van descarregar a un xassís de camions compatible a Port Newark. La idea havia estat desenvolupada per la McLean Trucking Company. El 15 d'agost de 1962, l'Autoritat Portuària de Nova York i Nova Jersey va obrir el primer port de contenidors del món, l'Elizabeth Marine Terminal.

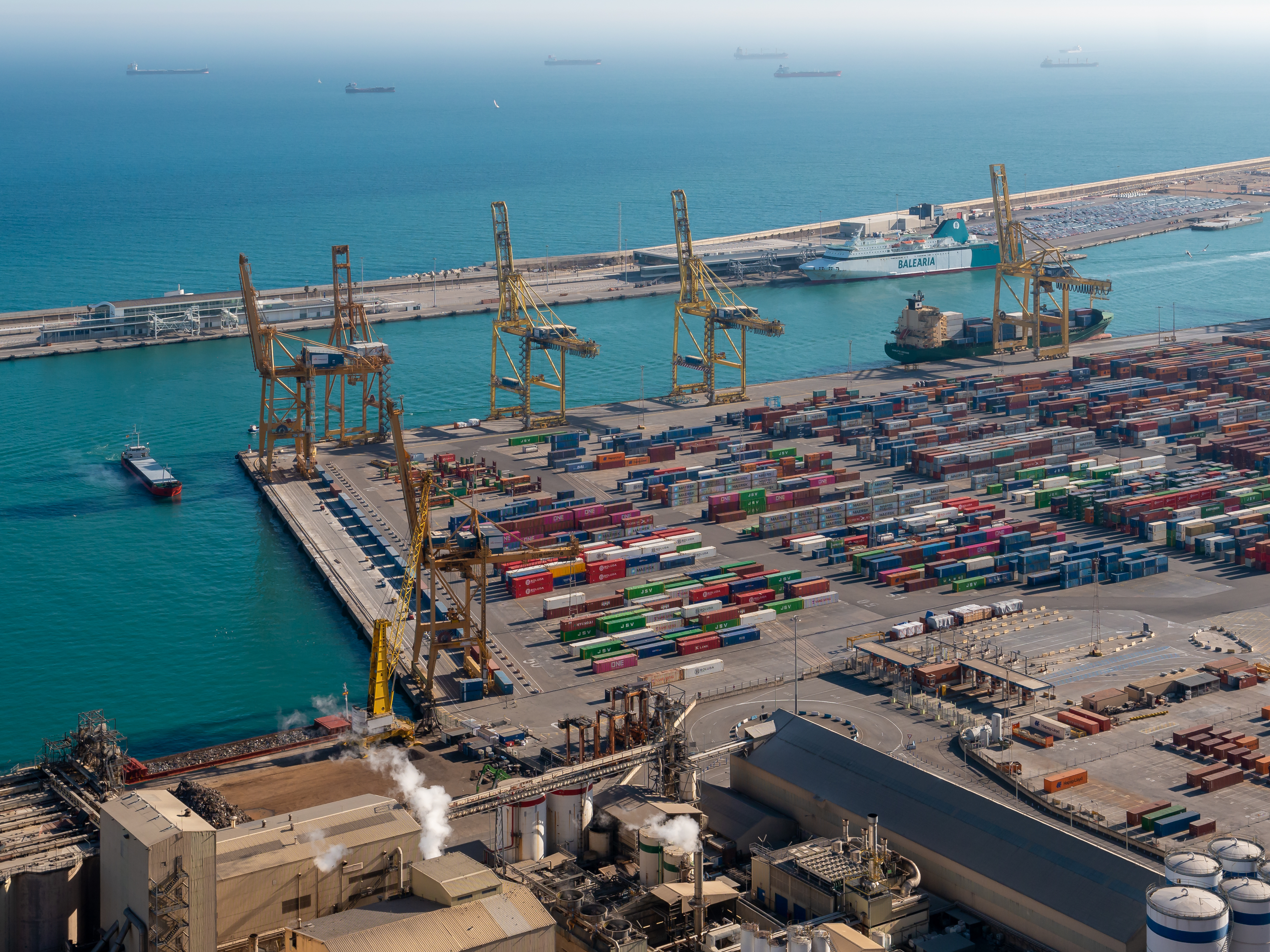
La terminal de contenidors del port de Barcelona vista des del Castell de Montjuïc

La terminal de contenidors marítims solen formar part d'un port més gran i tendeixen a estar situats a les grans ciutats o a prop, amb bones connexions ferroviàries amb les terminals marítimes de contenidors. És habitual que la càrrega que arriba a una terminal de contenidors en un sol portacontenidors es distribueixi en diversos modes de transport per a ser lliurada als clients. Segons un gerent del port de Rotterdam, pot ser una manera força típica que la càrrega d'un gran vaixell de contenidors de 18.000 TEU es distribueixi en 19 trens de contenidors (74 TEU cadascun), 32 barcasses (97 TEU cadascuna) i 1.560 camions ( 1,6 TEU cadascun, de mitjana).
Tant els ports marítims com les terminals interiors de contenidors solen oferir instal·lacions d'emmagatzematge tant de contenidors carregats com de buits. Els contenidors carregats s'emmagatzemen durant períodes relativament curts, mentre esperen el seu transport posterior, mentre que els contenidors descarregats es poden emmagatzemar durant períodes més llargs a l'espera del seu proper ús. Normalment, els contenidors s'apilen per a l'emmagatzematge.